# Смольянинов, Владимир Николаевич
Влади́мир Никола́евич Смольяни́нов (1861 или 1864 — 8 августа 1942) — попечитель Одесского учебного округа в 1913—1915 гг., сенатор, гофмейстер.

## Биография
Происходил из дворянской семьи. Родился, по одним сведениям 11 июля 1864 года[по какому календарю?], по другим — в 1861 году.
Окончил Костромскую гимназию и историко-филологический факультет Московского университета.
Службу начал в 1883 году в канцелярии костромского губернского предводителя дворянства. В следующем году получил классный чин и 16 октября 1884 года перешёл на службу в Министерство народного просвещения. Был преподавателем латинского и греческого языков в Саратовской гимназии; в 1892 году назначен директором Саратовского Александровского дворянского пансиона-приюта; 16 октября 1897 года был произведён в статские советники. Затем был директором Астраханской гимназии — с 18 марта 1898 года по 23 марта 1900 года. При нём был составлен проект постройки нового здания гимназии.
С 1901 года состоял директором Московской шестиклассной прогимназии, в следующем году преобразованной в 10-ю Московскую гимназию.
В 1905 году был произведён в чин действительного статского советника и назначен окружным инспектором Московского учебного округа. В этом же году стал одним из учредителей Историко-родословного общества в Москве.
С 27 июня 1910 года — директор русских учебных заведений Великого княжества Финляндского. 26 марта 1913 года назначен попечителем Одесского учебного округа, а 14 апреля того же года награждён чином тайного советника. 6 мая 1914 года пожалован в гофмейстеры Высочайшего двора, а 20 ноября 1915 года ему повелено было присутствовать в Сенате.
Занимался генеалогическими исследованиями, состоял членом Русского исторического общества и товарищем председателя Историко-родословного общества в Москве. Был хранителем архива князя Ф. А. Куракина. Опубликовал работы: «Материалы для родословия князей Гедиминовичей» (Москва, 1905), «Княже-Куракинские церкви в Тверской губернии» (Москва, 1905) и «Восемнадцатый век: Ист. сб., издаваемый по бумагам фамил. арх. кн. Федором Алексеевичем Куракиным» в двух томах (Москва, 1904—1905).
После Октябрьской революции эмигрировал в Югославию. Руководил книжным делом «Славянская взаимность». В 1941 году с семьёй переехал в США. Был избран действительным членом русского Историко-родословного общества в Нью-Йорке.
Скончался в 1942 году в Нью-Йорке.
С 1908 года был женат на Ольге Владимировне Вельяминовой-Зерновой. Их дети: Андрей (род. 1909) и Анна (род. 1911).

## Награды
- Орден Святого Станислава 2-й степени (1894);
- Орден Святой Анны 2-й степени (1898);
- Орден Святого Владимира 4-й степени (1903);
- Орден Святого Владимира 3-й степени (1907);
- Орден Святого Станислава 1-й степени «за выдающиеся отличия» (1909).
- медаль «В память царствования императора Александра III»
- медаль «В память 300-летия царствования дома Романовых» (1913)

Иностранные:
- французский Знак Академических пальм, офицер.